# Ottensheimer Straße (Linz)
Die Ottensheimer Straße ist eine Straße in der oberösterreichischen Landeshauptstadt Linz. Sie verläuft von der Flussgasse beim Neuen Rathaus im Stadtteil Urfahr bis zur Eisenbahnkreuzung der Mühlkreisbahn bei der Rudolfstraße bzw. den Urfahrwänd an der B 127.

## Geschichte
Seit dem 16. Jahrhundert hieß die Straße Am Gries, später Alte Ottensheimer Straße, 1875 Maximilianstraße und seit 1921 Ottensheimer Straße als Richtungsbezeichnung nach Ottensheim. Ursprünglich begann die Straße am ehemaligen Platzl bei der alten Nibelungenbrücke an der Hauptstraße, das bis zum Bau der heutigen Nibelungenbrücke um 1940 bestand. 1975 wurden die Häuser zwischen Hauptstraße und Flussgasse inklusive der ehemals hier befindlichen Nikolaikirche abgebrochen, um den Komplex des Neuen Rathauses zu errichten. Die Ottensheimer Straße beginnt nunmehr erst bei der Flussgasse und mit dem Haus Nr. 17.

## Lage und Charakteristik
Die rund 800 Meter lange, durchwegs sehr schmale Straße verläuft in westsüdwestlicher Richtung von der Flussgasse bis zu den Urfahrwänd (B 127). Über die Flussgasse besteht ein Fußgängerübergang und ein daran anschließender Gehweg zur Hauptstraße. Ab dem Steinmetzplatzl, das ist der breitere zur Donau hin offene Bereich zwischen der Webergasse und dem Haus Nr. 68, ist die Straße eine Einbahnstraße stadtauswärts. Das stadteinwärtige Gegenstück ist die Obere Donaustraße. Der Bahnübergang über die Mühlkreisbahn an B 127 ist nur stadteinwärts befahrbar und nur werktags in der Früh geöffnet. Für Fußgänger und Radfahrer besteht dort eine Unterführung unter der Bahntrasse und der B 127, kurze Abschnitte der Ottensheimer Straße sind Teil des Donauradwegs. Die Ottensheimer Straße stellt das noch am besten erhaltene Bauensemble alter kleinerer Häuser und ehemaliger Gasthöfe von Alt-Urfahr dar. Beim Steinmetzplatzl besteht ein Badestrand an der Donau.

## Gebäude

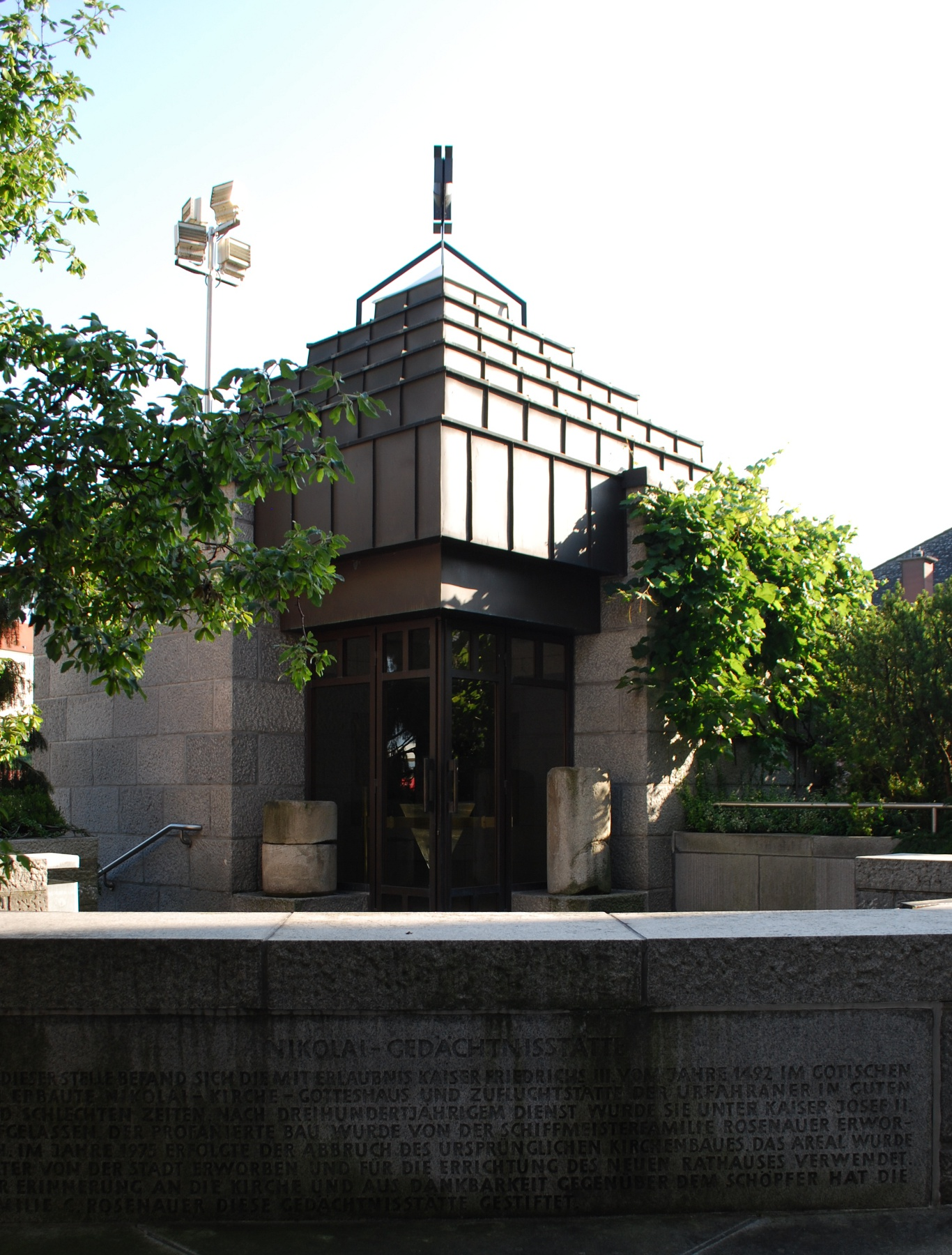
Nikolaikapelle

### Nikolaikapelle
Die Kapelle an der Fußgängerbrücke vom Neuen Rathaus über die Flussgasse zum Beginn der Ottensheimer Straße wurde 1985 im Gedenken der ehemaligen Nikolaikirche von Carl Rosenauer gestiftet und von Hans Hoffmann-Ybbs künstlerisch gestaltet.

### Nr. 17 Wohnhaus
Das dreigeschoßige vierachsige Wohnhaus wurde um 1650 erbaut, im 19. Jahrhundert mehrmals umgebaut und 1858 als Kaffeehaus-Salon gestaltet.

### Nr. 21 Wohnhaus
Das Haus geht auf das 17. Jahrhundert zurück und wurde 1872 durch Baumeister Michael Riedl umgebaut. Am Eck befindet sich ein schmiedeeisernes Handwerkszeichen eines früher hier ansässigen Schlosserbetriebs.

### Nr. 25 Wohnhaus
Spätbiedermeierliches Haus, 1847 erbaut.

### Nr. 26 Eckhaus
Das Haus Ecke Flussgasse wurde um 1550 erbaut, mehrmals umgebaut, barock fassadiert und im 19. Jahrhundert im historistischen Stil aufgestockt. Es ist ein seltenes Fassadenbeispiel, wo barocke Elemente in eine historistische Neugestaltung einbezogen wurden.

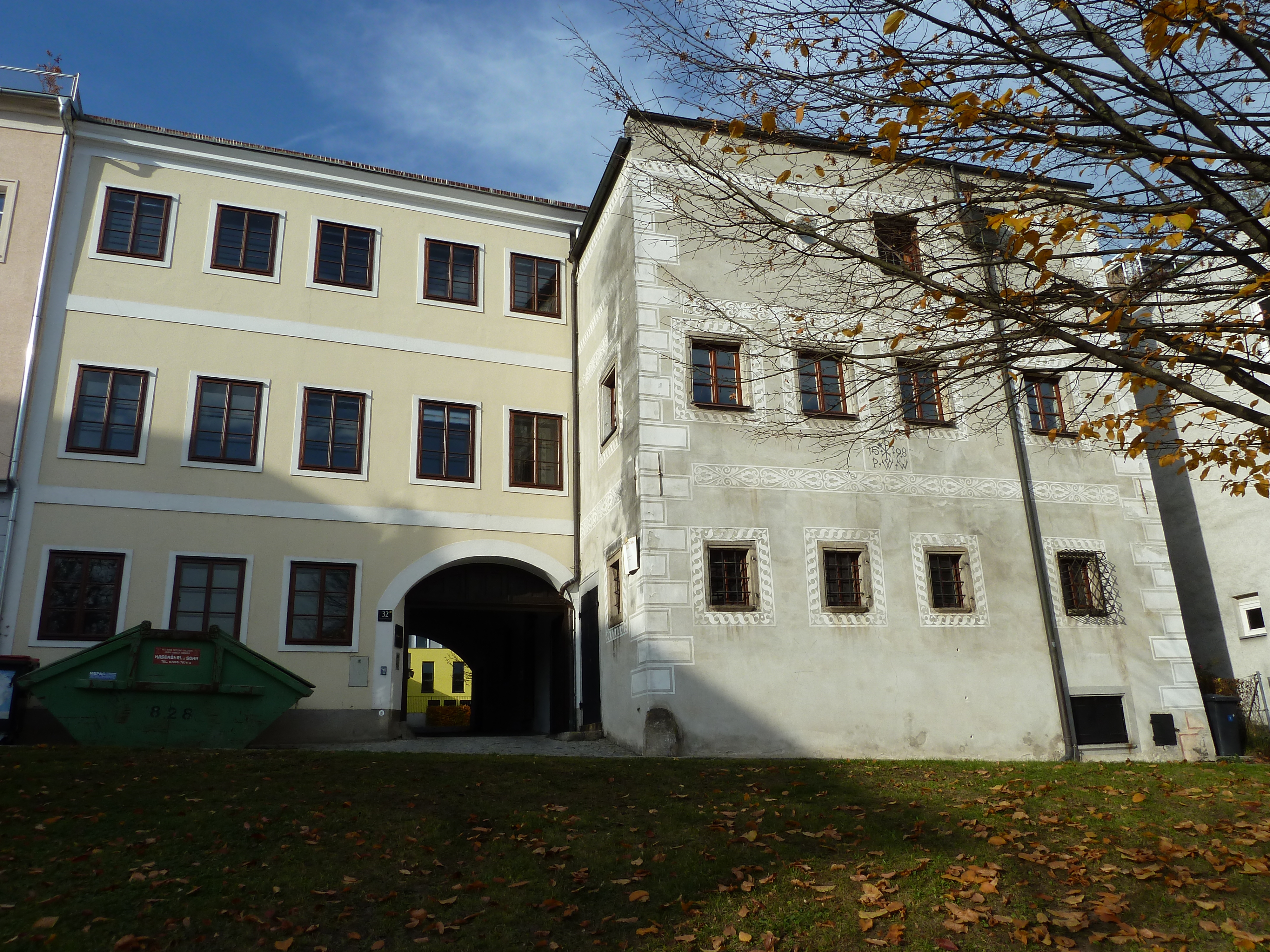
Schiffmeisterhaus

### Nr. 32 Schiffmeisterhaus
Puchnersche Schiffmeister-Behausung, 1598 erbaut, mit gut erhaltenen Sgraffito-Ornamenten an der Fassade. 1956 und 1988 wurde das Haus restauriert.

### Nr. 34 Nißl-Tuchschererhaus
Das Haus geht aus das späte 16., frühe 17. Jahrhundert zurück, die Fassade hat einen biedermeierlichen Charakter.

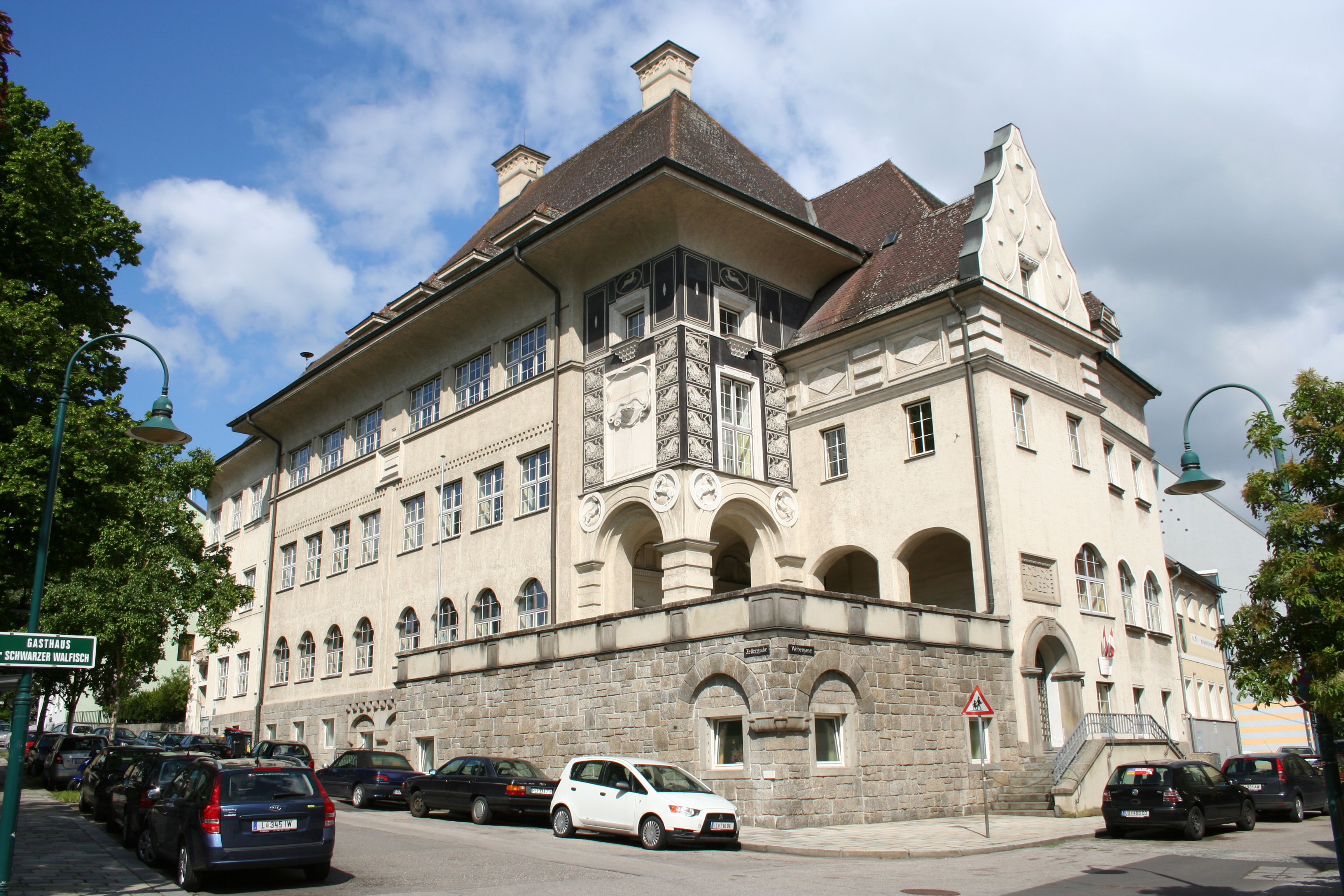
Weberschule

### Weberschule
Ecke Webergasse wurde die Volksschule 1912 als Jugendstilbau von Julius Schulte errichtet.

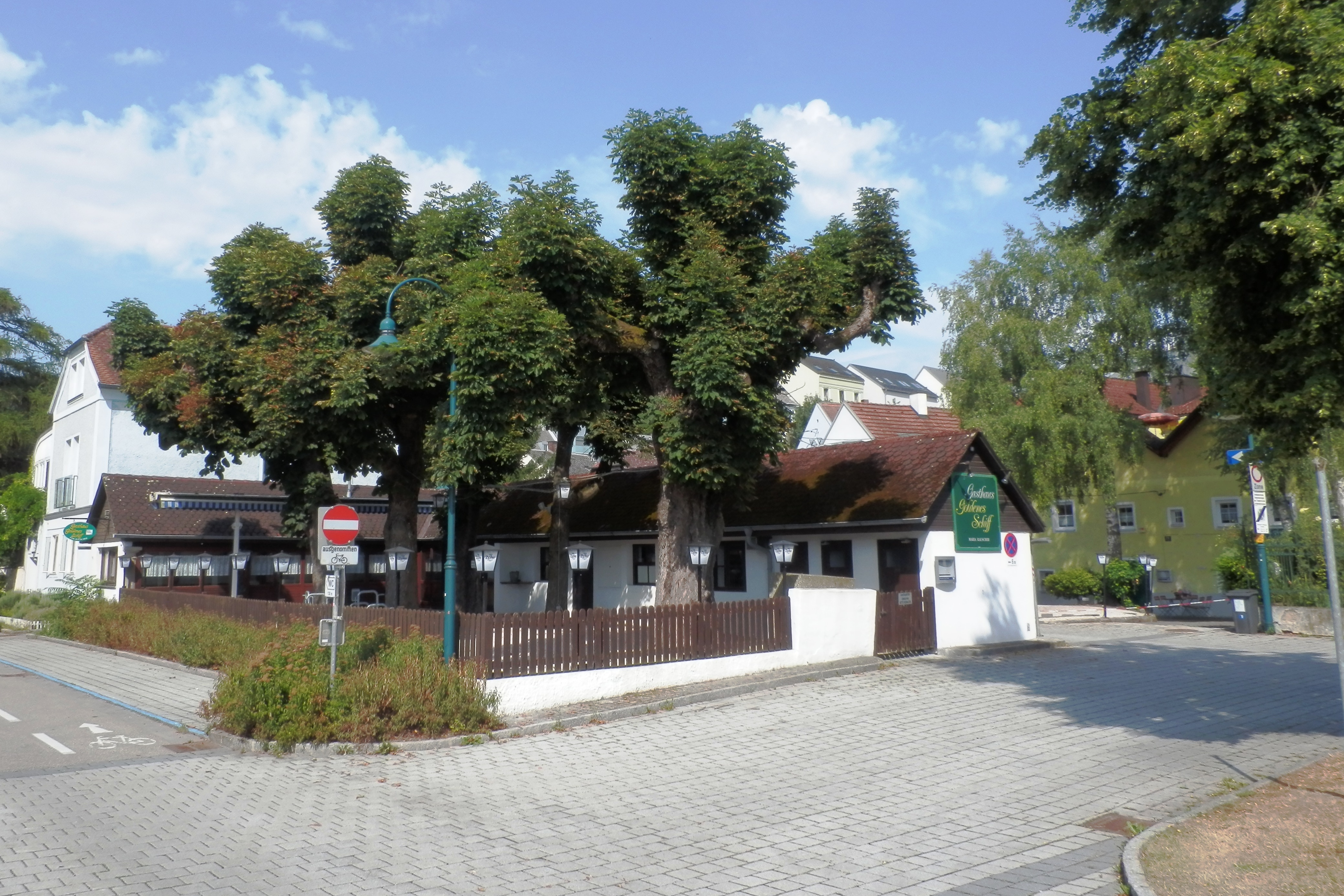
Gasthaus zum Goldenen Schiff

### Nr. 74 Ehemaliger Wurznerwirt
Das ehemalige Gasthaus Wurznerwirt geht auf das 16. Jahrhundert zurück, ab 1909 hieß das Gasthaus zum Goldenen Schiff.